# 舒赫德
舒赫德（穆麟德轉寫：šuhede，1710年—1777年）舒穆禄氏，字伯容、伯雄、號明亭，滿洲正白旗人，清朝军事将领、清朝初期政治人物，授武英殿大學士。諡文襄。

## 生平
雍正六年，任筆帖式。后改內閣中書。雍正十年，任內閣侍讀。雍正十三年，改監察御史、軍機處司員行走。乾隆三年，任內閣侍讀學士。
乾隆四年，任左副都御史、兵部左侍郎。乾隆六年，任步軍統領。乾隆十二年，兼管戶部右侍郎。次年，任兼理兵部侍郎、正黃旗漢軍都統、鑲紅旗漢軍都統、軍機處行走、會典館總裁。乾隆十三年，任兵部尚書，管戶部侍郎，后調戶部尚書，兼管兵部事務、管理三庫大臣。
乾隆十四年，乾隆帝命其跟從經略大學士傅恆征金川，授金川參贊大臣、加太子太保；同年十月，改兵部尚書。次年加軍機處行走，負責修建古州城池。乾隆十六年，勘永定河工；又命到浙江調查杭州將軍覺羅額爾登收受賄賂事。
乾隆十七年，命其與兵部侍郎玉保赴北路軍防準噶爾。乾隆十八年，因準噶爾發生內亂，而撤防，召還，任領侍衛內大臣、管理內務府大臣。次年因處理蘇尼特之事惹乾隆帝大怒，而閒散。
乾隆二十年，加章京銜。乾隆二十一年，任正紅旗漢軍副都統。次年兼鑲黃旗漢軍都統，任兵部尚書。乾隆二十二年正月，乾隆帝命成袞扎布為定邊將軍，逐捕阿睦爾撒納，授舒赫德為參贊大臣。后升兵部尚書，兼鑲黃旗漢軍都統。同年三月，因舒赫德在軍獨具疏奏事，責其放縱，罷免其尚書職位。同年十二月，因師久無功，詔罪狀舒赫德，令奪職為兵。
乾隆二十三年，給予頭等侍衛，駐阿克蘇。同年十月，將軍兆惠逐捕霍集占，因孤軍深入被圍，乾隆帝命定邊右副將軍富德前往救援，授舒赫德為參贊大臣，在巴爾楚克會師。舒赫德認為在阿克蘇通葉爾羌、喀什噶爾要隘，當設卡倫，得到乾隆帝嘉獎，升任吏部侍郎，遷工部尚書、鑲紅旗滿洲都統，賜孔雀翎。同年十二月，簡阿克蘇銳去世，諸路兵先至者馳援兆惠。乾隆二十四年正月，其與富德合軍解兆惠之圍，予雲騎尉世職。同年七月，命移駐葉爾羌，旋命仍駐阿克蘇，任阿克蘇辦事大臣。乾隆二十六年，任喀什噶爾參贊大臣、刑部尚書。乾隆二十七年，管理三庫大臣，因戰功而入紫光閣功臣像。乾隆二十八年，任經筵講官，署工部尚書，任殿試讀卷官。署步軍統領加太子太保、署戶部尚書。
乾隆二十九年，管國子監算學、管戶部事務。乾隆三十一年，任戶部尚書，署陝甘總督、戶部尚書。乾隆三十二年，任三通館副總裁。乾隆三十三年，將軍明瑞征緬甸，敗績而亡。乾隆帝命大學士傅恆為經略，授舒赫德參贊大臣，先赴雲南籌畫進軍。因舒赫德密疏議巡忤上旨，而被奪官，並削雲騎尉世職，命以都統銜參贊大臣，出駐烏什，授烏什參贊大臣。
乾隆三十六年，土爾扈特汗渥巴錫等自俄羅斯來歸，朝廷眾人以為是偽降，舒赫德力持其無他心，而被命為伊犂宣撫，尋授伊犂將軍。同年十一月，授戶部尚書。乾隆三十七年，任領侍衛內大臣。乾隆三十八年，加太子太保，授武英殿大學士、軍機大臣，因平定王倫叛亂，再次恢復予雲騎尉世職，後任刑部尚書、國史館四庫全書清字經館總裁、正白旗滿洲都統、總理吏部、管理三庫大臣、經筵講官。乾隆三十九年，任翰林院掌院學士、御前大臣、雲騎尉。乾隆四十年，任殿試讀卷官、教習庶吉士。乾隆四十一年，任文淵閣領事、蒙古源流臨清記畧正總裁。乾隆四十二年四月去世，贈太保、諡文襄，祀賢良祠。

## 家族
祖父徐元夢。
女儿舒穆禄氏，嫁镶黄旗满洲一等公、两广总督第五子湖广总督特成额，生于乾隆八年，卒于乾隆三十三年；和硕裕庄亲王廣祿第十三子镇国将军亮魁。

## 延伸阅读
[在维基数据编辑]
 《清史稿·卷313》，出自趙爾巽《清史稿》